# 大木仓北二巷
大木仓北二巷，是位于北京市西城区中部的一条胡同。现已无存。

## 简介
大木仓北二巷为南北曲折走向，南起大木仓胡同，北到辟才胡同。全长322米，平均宽3.5米。大木仓北二巷过去是紧贴郑亲王府西墙外的胡同。中华人民共和国时期，该胡同南段东侧是二龙路中学，西侧是邮电总医院（2002年合并成为北京协和医院西院），该胡同北段两侧为四合院。2000年代，大木仓北二巷被北京协和医院西院占用，此后胡同消失，胡同北段旧址的东西两侧分别建起北京协和医院西院急诊中心、国家教育发展研究中心。